# Shetani

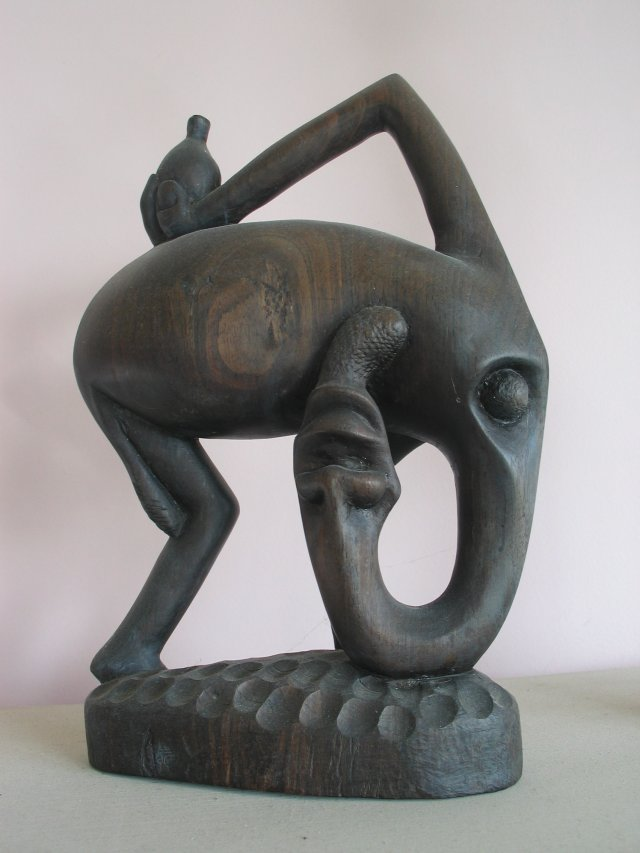
Un éléphant shetani Makonde

Les Shetani (pluriel en swahili est mashetani ) sont des esprits de la mythologie et des croyances populaires d’Afrique de l'est . Généralement malveillants, possédant de nombreuses formes et de nombreux pouvoirs différents, les shetani sont très populaire dans l'art sculptées, en particulier par le peuple Makonde de Tanzanie, du Mozambique et du Kenya. Physiquement, les shetani apparaissent comme des figures humaines et/ou animales déformées de la réalités.
Il existe un culte contemporain des shetani est-africains, et les rapports d'observations de shetani individuels sont cycliques, avec des paniques populaires comme celle du Popo Bawa survenues en 1995 à Zanzibar  et 2007 à Dar es Salaam.

## Étymologie
Mot swahili utilisé dans divers pays d'Afrique de l'Est pour désigner les esprits pré-islamiques indigènes pour la plupart malveillants, shetani (pl. mashetani ) est un emprunt à l'arabe, au shaitan, qui signifie diable ou, plus précisément, adversaire. Le mot est apparenté au mot Satan qui vient finalement de la même racine sémitique.

## Nature et types
Il existe de nombreux types de shetani, avec différents attributs, et ils prennent de nombreuses formes; abstrait, animal, anthropomorphe et leurs combinaisons. Qu'il soit à une jambe ou à un bras, cyclope ou avec des orifices et des appendices exagérés, la nature essentielle des shetani avec une figure humaine asymétrique déformée est un archétype mondial commun. Une sculpture typique, réalisée en ébène ou en bois noir africain, pourrait avoir «un œil, une bouche ouverte et édentée et un corps penché en arrière, la tête tournée dans le mauvais sens».
Il existe différentes classes de shetani, par exemple:
- le dangereux ukunduka , qui se nourrit de rapports sexuels
- le caméléon shetani, un carnivore aux habitudes exagérées du lézard,
- le shuluwele médicinal inoffensif qui recueille des herbes pour les sorciers[6].

Certains esprits, comme l'exceptionnellement malin Popo Bawa ( « chauve-souris »), associée à « la saleté et la sodomie violente» dont une odeur de brûlé et de soufre est annonciatrice de sa présence dans la maison,.
Selon la BBC, en 2001, "Beaucoup de Zanzibars refusent de dormir dans leurs maisons car ils croient que cela nourrit le popobawa d'être dans le confort de leur propre lit ... [.] Les gens croient qu'il sodomise ses victimes, et la plupart sont des hommes."

## Culte Shetani
La croyance en des shetani est une continuation contemporaine de la croyance pré-islamique. En plus des Makonde qui perpétuent une tradition de sculpture, d'autres peuples, tels que les Segeju de Tanzanie, reconnaissent huit ou dix tribus d'esprits, avec chaque individu ayant son propre nom et sa propre personnalité, continuant encore de croire en la possession et l'exorcisme des shetani.
Selon le guide de voyage de Zanzibar Bradt , "il n'y a pas de moyen réel, selon les habitants, de se protéger contre la possibilité d'être hanté ou attaqué par un shetani. La meilleure chose est simplement de rester à l'écart et d'essayer de s'assurer qu'ils restent hors de vôtre maison - par exemple en accrochant un morceau de papier, inscrit avec des versets arabes spéciaux, au plafond de la maison. Presque chaque maison ou magasin à Zanzibar a un de ces déchets bruns marbrés, attaché à une poutre de toit par un morceau de coton."

## Art et culture populaire
La représentation des shetani se poursuit dans le commerce florissant de la sculpture de Makonde, allant des imitations de "l'art de l'aéroport" aux beaux-arts trouvés dans des lieux tels que la collection Hamburg Mawingu.
De nombreux artistes s'inspirent des shetani, par exemple:
- L'artiste  Makonde incontournable George Lilanga (1934-2005) a acquis une renommée mondiale avec ses sculptures et peintures de shetani.
- Samaki Likankoa, maître sculpteur en Tanzanie, était le principal créateur du style shetani au début des années 1950.
- Mohamed Peera, conservateur d'art indien, était un mécène et une influence majeure pour de nombreux sculpteurs makondes tels que Samaki, et a joué un rôle décisif dans le mouvement abstrait shetani makonde du début des années 1950 aux années 1970.
- Alan Dean Foster en 1986, avec son roman Into the Out Of

### George Lilanga

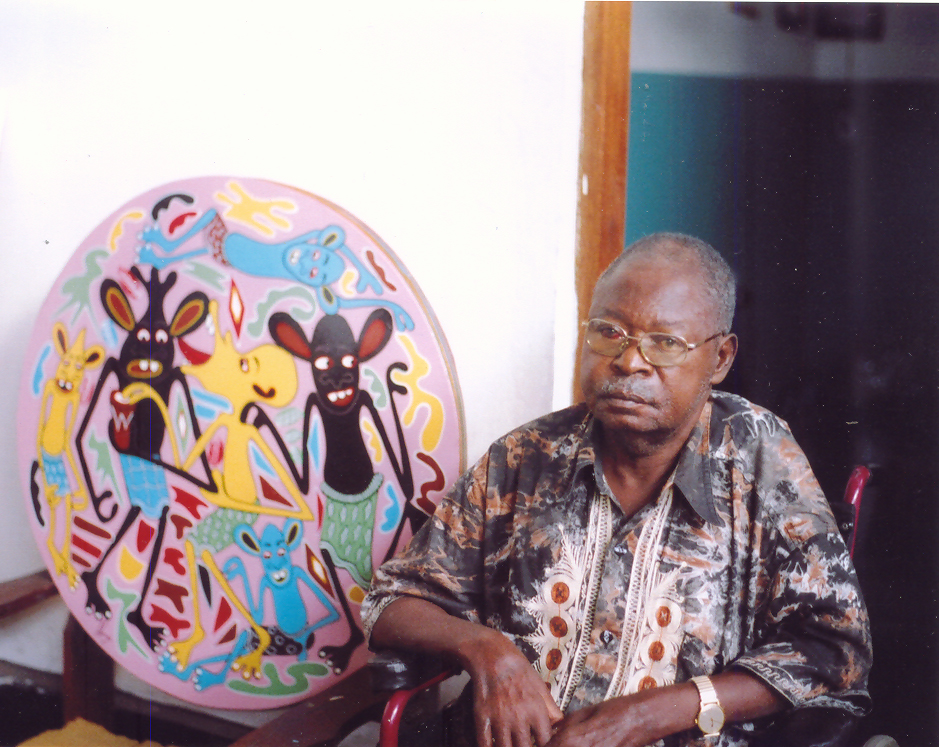
George Lilanga avec We banana anangalia ulimi kiangu unawasha ("Banana regarde-moi, j'ai l'eau à la bouche")

George Lilanga (1934-2005) était un sculpteur et artiste tanzanien de la tribu Makonde qui vivait à Dar es Salaam. Son travail a été exposé dans des expositions internationales d'art contemporains africains, notamment Africa Remix à Düsseldorf, Paris, Londres et Tokyo.
Dans les années 1970, Lilanga participe à une exposition collective d'artistes africains à Washington DC. Sur les 280 œuvres présentées, une centaine sont de Lilanga. C'est à cette occasion qu'il a été comparé à Jean Dubuffet . Lilanga était considérée comme ayant eu une influence sur les jeunes graffeurs américains; Keith Haring a déclaré dans une interview qu'il avait été influencé par l'art de Lilanga.
Lilanga a commencé une longue série d'expositions. Ses œuvres connurent un succès croissant en Afrique, en Europe, aux États-Unis, en Inde et au Japon. Dans les années 1980, il se consacre presque exclusivement à la peinture. Ses shetani étaient représentés en deux dimensions sur Masonite et, plus tard, sur Faesite.
La Hamburg Mawingu Collection a publié à titre posthume une collection complète et thématique complète de l'œuvre de Lilanga, et son travail constitue l'épine dorsale de leur collection.

### Into the Out Of
Dans le roman d'horreur / fantastique d'Alan Dean Foster de 1986, Into the Out Of, les anciens du peuple Massaï se rendent compte qu'au sud de leur tribu, dans le désert de Ruaha en Tanzanie, une crise mondiale approche. Les shetani malveillants, qui proviennent d'un portail dimensionnel connu des Masaïs comme le «Out Of» (parce que toutes les choses, comme les humains, les animaux et les plantes, en sont «sortis» à l'origine), trouvent leur chemin dans ce monde. En plus du sabotage général, les shetani fomentent des ennuis entre les superpuissances, décidés à inciter à la guerre. Si elles ne sont pas empêchées, les barrières entre les deux dimensions seront définitivement brisées et d'innombrables hordes de shetani envahiront le monde, asservissant les quelques humains qu'ils n'exterminent pas